# Liste polnischer Erfinder und Entdecker
Die Liste polnischer Erfinder und Entdecker ist eine Liste von Erfindern und Entdeckern aus Polen in alphabetischer Reihenfolge des Familiennamens.

## A
- Bruno Abakanowicz: (Polen/Litauen), Mathematiker, Integraph, Spirograph
- Osman Achmatowicz: Achmatowicz-Reaktion
- Karol Adamiecki: Zeitplan
- Henryk Arctowski: Ozeanograf und Erforscher der Antarktis
- Solomon Asch: Sozialpsychologe; Konformitätsexperiment von Asch

## B
- Jan Józef Baranowski: Gaszähler, Entwerter, Eisenbahnsignal
- Mieczysław Grzegorz Bekker: Erfinder der Forschungsdisziplin der Terramechanik,[1] Grundlegende Arbeiten zum Lunar Roving Vehicle (Mondfahrzeug des Apollo-Programms) und allgemein zu Rovern
- Edmund Biernacki: Entdecker der Blutsenkungsreaktion (BSR).
- Michał Borysiekiewicz: Erfinder des ersten „elektrischen Auges“ für blinde Menschen.
- Józef Bożek: (Polen/Tschechien), war Erfinder und Konstrukteur vor allem von dampfbetriebenen Fahrzeugen.
- Karol Brzostowski: Erfinder der Melkmaschine, Kartoffelgräber
- Simcha Blass: (Polen/Israel), Ingenieur, Verbesserung der Tröpfchenbewässerung.
- Konrad Brandel: Fotorevolver
- Stefan Bryła: Konstruierte die weltweit erste geschweißte Straßenbrücke (Maurzyce-Brücke).
- Tytus Liwiusz Burattini: (Italien/Polen), Erfinder eines der ersten Flugzeuge (Ornitopterer), Erfinder der Messschraube.

## C

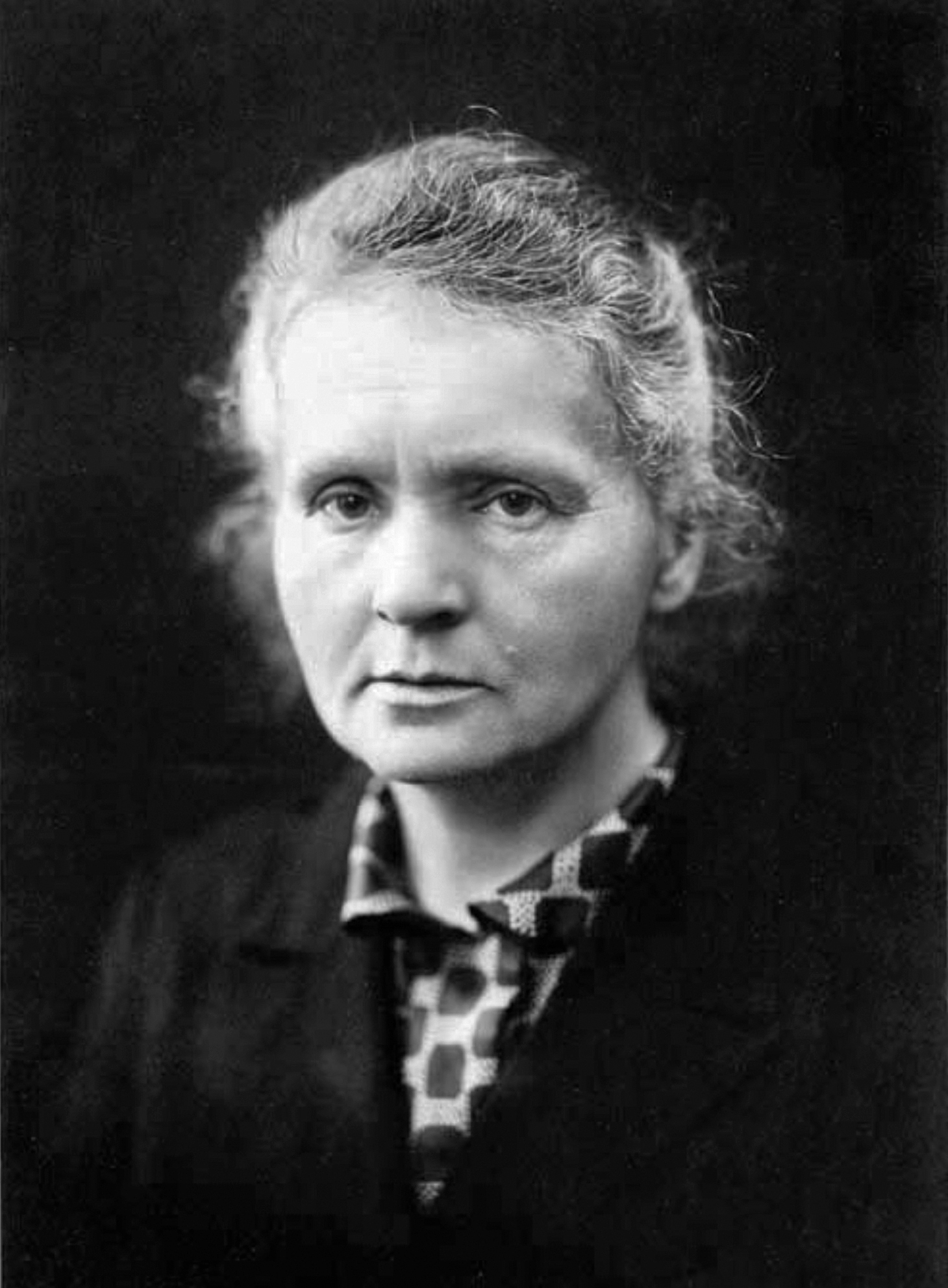
Marie Skłodowska Curie

- Roman Cichowski: Erfinder einer Egge mit „Tasten“ (pol: Brona Klawiszowa)
- Andrzej Cielecki: Erfinder sehr vieler Militär-Vorrichtungen.
- Leon Cienkowski: Impfstoff gegen Milzbrand.
- Maksymilian Ciężki: Miterfinder des Lacida (Rotor-Schlüsselmaschine).
- Marie Curie entdeckte gemeinsam mit ihrem Ehemann Pierre Curie die chemischen Elemente Polonium und Radium.
- Napoleon Cybulski: Entdeckung von Adrenalin.
- Włodzimierz Czechowski: Erfinder vieler mechanischer Geräte für den Bergbau.
- Rafał Józef Czerwiakowski: Pionier der Medizin, Erfinder etlicher chirurgischer Instrumente wie z. B. das Skalpell (pol: Gnips) oder eines Extensionsverbandes.
- Jan Czochralski entwickelte das Czochralski-Verfahren

## D
- Włodzimierz Dahlig: Erfinder des Anti-Dekubitus-Kissen u. v. m.
- Leonard Danilewicz: Miterfinder des Lacida (Rotor-Schlüsselmaschine).
- Ludomir Danilewicz: Miterfinder des Lacida (Rotor-Schlüsselmaschine).
- Michał Doliwo-Dobrowolski: Chefkonstrukteur der AEG, Erfinder des Asynchronmotors, durch ihn wurde die erste Fernübertragung elektrischer Energie und die Übertragung elektrischer Energie mit hochgespanntem Drehstrom ermöglicht (Drehstromübertragung Lauffen–Frankfurt).
- Karol Juliusz Drac: Erfinder eines Fotoapparates für Farbbilder (Chromograf)
- Jerzy Drzewiecki: Ingenieur, Entwicklung von Flugzeugen wie z. B. JD-2, RWD-4, RWD-7 u. v. m.
- Stefan Drzewiecki: (Frankreich/Polen), Ingenieur, Entwicklung von Propellern und Unterseebooten, Periskop, Kilometeranzeige.
- Jarosław Duda: Asymmetric Numeral Systems (ANS, pol: asymetryczne systemy liczbowe)

## F

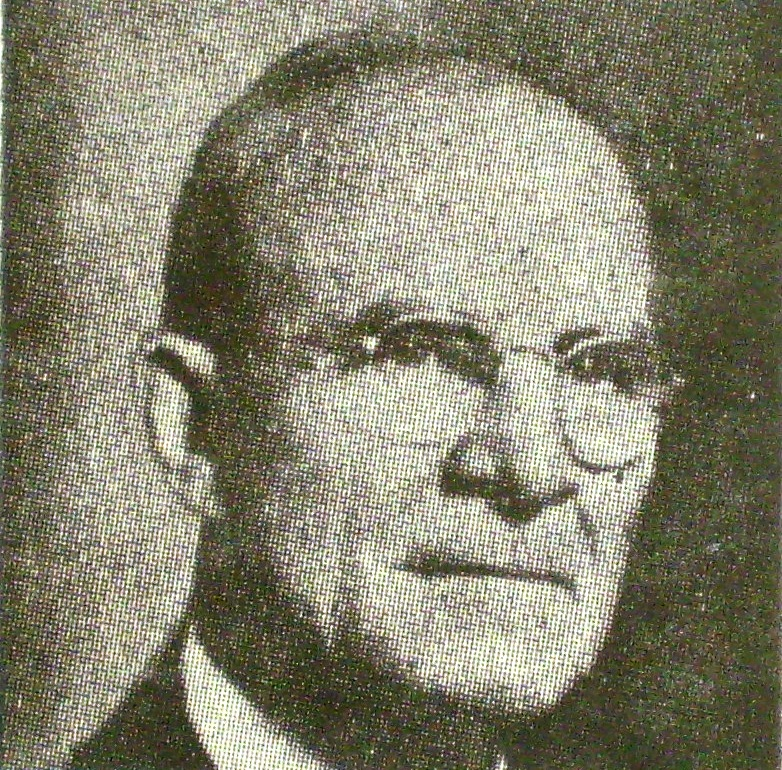
Kazimierz Funk

- Daniel Gabriel Fahrenheit (Deutschland/Niederlande/Polen), Erfinder von Messinstrumenten z. B. Thermometer. Nach ihm wurde die Temperatureinheit Grad Fahrenheit (°F) benannt.
- Maksymilian Faktorowicz: gründete die Firma Max Factor & Company, er etablierte den Begriff Makeup.
- Szwajpolt Fiol: (Deutschland/Polen), Verleger und Drucker, er gab die ersten Drucke in kyrillischer Schrift überhaupt heraus.
- Julius Fromm: (Deutschland/Polen), Erfinder des ersten nahtlosen Kondoms, welches auch das erste Markenkondom weltweit war (Fromms). Heute werden Kondome dieser Marke von der MAPA GmbH in Deutschland produziert.
- Jan Fryderyk: (Deutschland/Niederlande/Polen), Rettungsweste
- Kazimierz Funk führte den Begriff Vitamin ein.

## G
- Władysław Gargul: Fotopostkarten
- Ksawery Gałęzowski: Erfinder der „Gałęzowski Methode“.
- Stanisław Gaszyński: Erfinder des Akkumulators für Unterseeboote.
- Leo Gerstenzang: Wattestäbchen für Ohren.
- Karol Gröll: (Deutschland/Polen), Erfinder der Porzellanfarbe.
- Grażyna Ginalska: Künstlicher Knochen
- Janusz Groszkowski: dechiffrierte das Steuerungssystem der deutschen Raketen V1 und V1 im II.WK.
- Jerzy Gryglaszewski: Entwickelte Kreiselstabilisatoren für die Voyager 1 und Voyager 2, ist Mitautor von zwölf Patenten und acht wissenschaftlicher Publikationen.
- Rudolf Gundlach: Periskop für Panzer.
- Casimir Gzowski: Pionier der Ingenieurwissenschaften, zahlreiche moderne Bauten wie der Grand Trunk Railway gehörten zu seinen Projekten.

## H

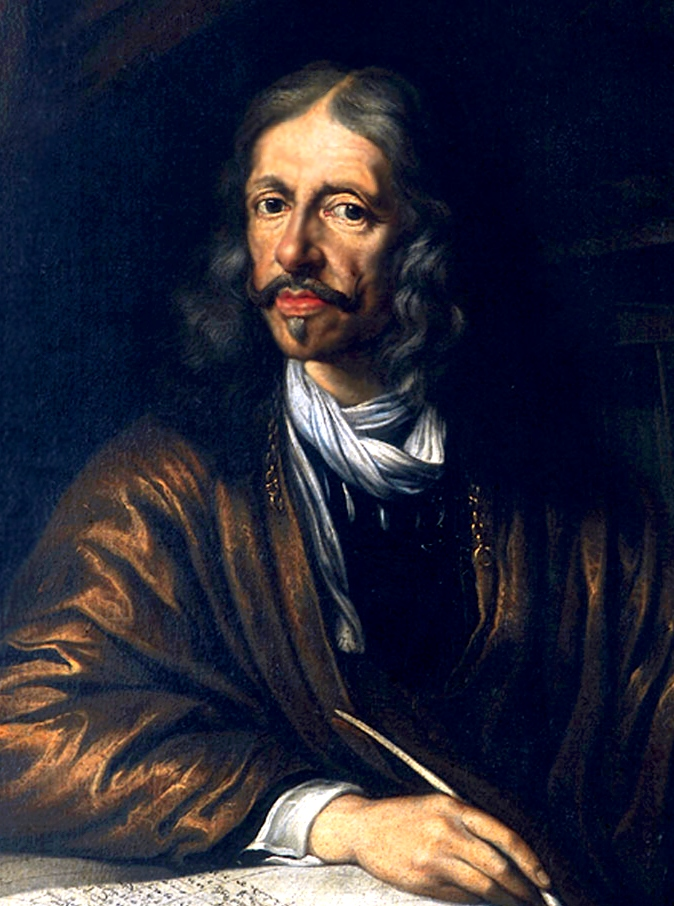
Jan Heweliusz

- Johannes Hevelius: Zeichner der ersten Karte der Mondoberfläche.
- Józef Hofmann: patentierte mehr als 100 Erfindungen wie Büroklammern, Scheibenwischer etc.

## I
- Romuald Iszkowski: Niederschlagsmesser

## J
- Stanisław Janicki: Schwimmsteg
- Feliks Jasiński: Pionier im Bauingenieurwesen, arbeitete bis 1890 als Ingenieur an der Eisenbahnverbindung Warschau–Sankt Petersburg. Er erforschte die strukturelle Stabilität von Brücken und galt in diesem Bereich als anerkannter Spezialist.

## K
- Hilary Koprowski: Entdecker der Polioschutzimpfung.
- Janusz Kapusta: Entdecker des K-dron (Geometrischer Körper).[2]
- Jacek Karpiński: erster Mini-Computer, Röhrencomputer für die Wettervorhersage
- Juliusz Kolberg: Planimeter
- Jan z Kolna: Vermutlich Entdecker Amerikas.
- Józef Stanisław Kosacki: Handliches Mienensuchgerät (Metalldetektor)
- Nikolaus Kopernikus: Arzt und Astronom, Heliozentrisches Weltbild
- Stanislaus von Kostanecki: Kostanecki-Robinson-Reaktion
- Stefan Kudelski: (Polen/Schweiz), Nagra-I-Tonbandgerät für Radioreporter
- Stephanie Kwolek: Sie hat die Kunstfaser Kevlar erfunden.

## L

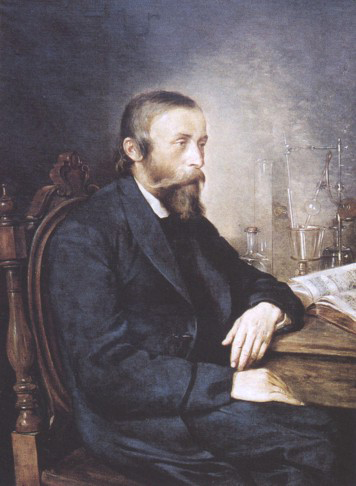
Ignacy Łukasiewicz

- Stanisław Ignacy Łaszczyński: Erfinder des explosiven Materials Miedziankit.
- Piotr Lebiedziński: Pionier der Fotografie, konstruierte Fotoapparate und Kinematographen, Erfinder des Cykloskops und eines der ersten Tonaufnahmegeräte. Gründer des Unternehmens Foton.
- Ignacy Łukasiewicz: Miterfinder der Petroleumlampe.
- Jan Łukasiewicz: Erfinder der polnischen Notation (PN) und der umgekehrten polnischen Notation (UPN), wird in Taschenrechnern genutzt.
- Józef Łukaszewicz: Miterfinder der Petroleumlampe.

## M
- Adam Maciejewski: Chirurg, Durchführung der ersten lebensrettenden Gesichtstransplantation[3]
- Henryk Magnuski: Erfinder des Walkie-Talkies.
- Stefan Feliks Manczarski: Miterfinder der ersten Fernsehers, konstruierte den ersten polnischen Fernseher.
- Józef Maroszek: Panzerbüchse Modell 1935
- Marian Mazur: Erfinder der automatischen Vermittlungsstelle für Telefone.
- Louis Mékarski: (Frankreich/Polen), Erfinder des Druckluftmotors (Pneumatic motor).
- Ignacy Mościcki: Erfinder des elektrischen Ofens.
- Erwin Mozolewski Vorschlag zur Stimmprothese, vorgestellt 1972 in Boston, auf deren Grundlage Eric D, Bloom und M.I. Singer (beide USA) eine industriell hergestellte Stimmprothese konstruiert haben.[4][5]

## N

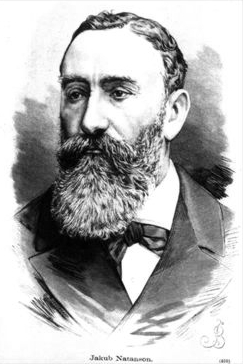
Jakub Natanson

- Jakub Natanson: Erfinder des ersten künstlichen Farbstoffes.
- Stefan Niementowski: Niementowski-Reaktion
- Kazimierz Noiszewski: Erfinder des Elektroftalm (pol. Trychestozjometr), einer einfachen Sehprothese (ohne Retina-Implantat), die Blinden mit Hilfe einer Kamera und eines mechanischen Reizgebers die Orientierung ermöglichen sollte.

## O
- Julian Ochorowicz: Philosoph, Psychologe, Arzt und Erfinder von Telefonen, Kameras und heute verwendeter Bildübertragung bzw. Bilddarstellung in TV Geräten.
- Jan Oderfeld: Ingenieur vieler verwendeten Flugzeugmotoren.
- Michael Kasimir Oginski: (1731–1799), (Polen/Litauen), Harfenpedal
- Karol Olszewski: Er machte die ersten Röntgenaufnahmen in Polen. Herstellung vom flüssigen Sauerstoff und Stickstoff zusammen mit Zygmunt Wróblewski.
- Stanisław Olszewski: Miterfinder des Lichtbogenschweißens.

## P

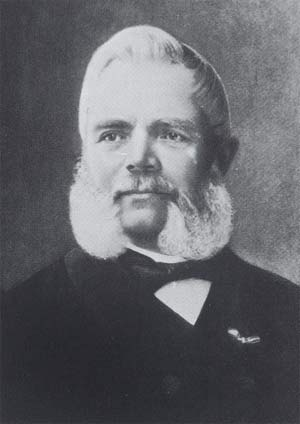
Antoni Patek

- Antoni Patek: Uhrmacher, Gründer der Uhrenmanufaktur Patek Philippe, Pionier der Uhrenindustrie und Miterfinder des „Schweizer Uhrwerkes“.
- Slavoljub Eduard Penkala: (Niederlande/Polen) Erfinder der Zahnbürste, Waschmittel, Zugbremse, des Füllhalters mit fester Tinte, eines Druckbleistifts u. v. m.
- Stefan Pieńkowski: Erfinder der Leuchtstofflampe.
- Gustaw Piotrowski: Biuretreaktion
- Karol Pollak: Diodenbrücke
- Stephen Poplawski: (1922), (USA/Polen), Standmixer
- Sylwester Porowski: Blauer Laser (Verwendet für Blu-ray Technik)
- Kazimierz Prószyński: Filmkameras Pleograph und Aeroskop, Filmprojektor, Bildstabilisierung.
- Zygmunt Puławski: Puławski-Flügel

## R

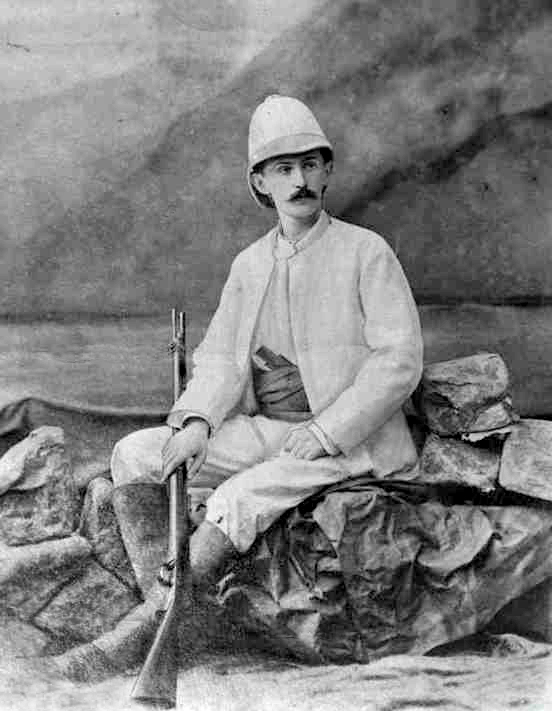
Stefan Szolc-Rogoziński

- Marian Rejewski: Mathematiker und Kryptologe. Er legte 1932 die Grundlagen zur Kryptoanalyse der deutschen Schlüsselmaschine ENIGMA.
- Stanisław Rodowicz: Containerkran
- Stefan Szolc-Rogoziński: Bei seinen Exkursionen entdeckte er den bis dahin in Europa unbekannten See Balombi-ba-Kotta sowie den Elefantensee. Darüber hinaus entdeckte er, aus europäischer Sicht, mehrere Wasserfälle in den Flüssen Peteh und Mungo.
- Józef Rotblat: (Großbritannien/Polen), Pionier der Physik, Mitentwickler der Atombombe. Er verließ wegen ethischer Bedenken das Projekt der Weiterentwicklung von Atombomben und setzte sich sein ganzes Leben gegen Atomwaffen ein.
- Gustaw Różycki: Rotationskolbenmotor
- Jerzy Rudlicki: V-tail (Leitwerk für Flugzeuge)
- Franciszek Rychnowski: Entdecker der materialisierten Energie „Elektroid“.

## S

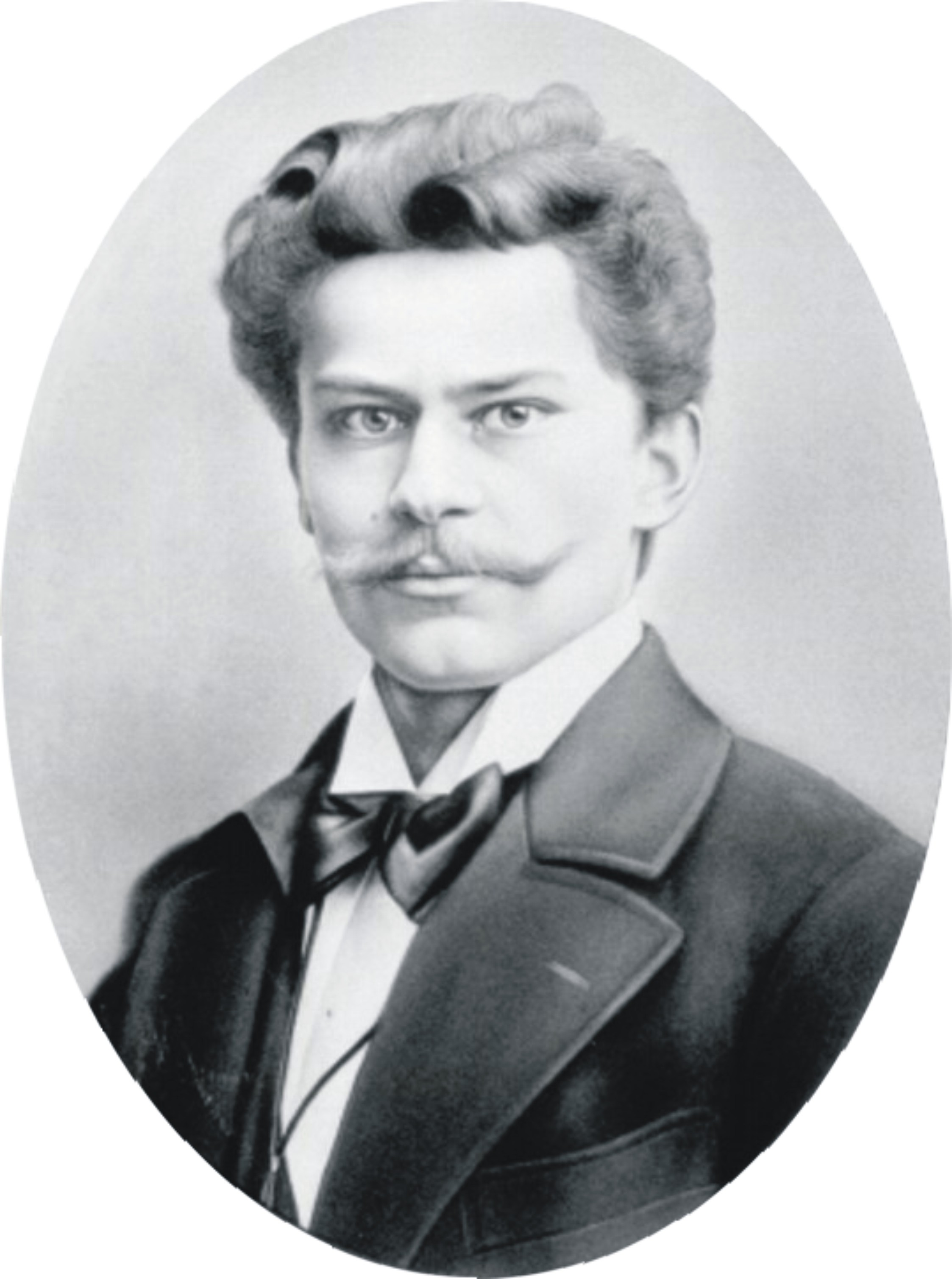
Jan Szczepanik, Porträt

- Michał Sędziwój: Entdecker des Sauerstoffs.
- Tadeusz Sendzimir: Sendzimir-Prozess, Sendzimir-Gerüst
- Kazimierz Siemienowicz: (Litauen/Polen), sein Werk Ars magna artilleriae pars prima von 1650 war eine der ersten Beschreibungen zur dreistufigen Raketentechnik. Erfinder der Deltaflügel.
- Adam Słodowy: Spielzeug, Do-it-yourself-Fernsehsendung für Kinder Zrób to sam
- Chajim Slonimski: Astronom, Arbeiten zum halleyschen Komet, Rechenmaschine, Slonimski-Formel zur Berechnung des jüdischen Kalenders. Demidow-Preis.
- Werner Sobka: Materialdickenmessgerät
- Izrael Abraham Staffel: Rechenmaschine, Miterfinder des Arithmometers, Gerät zum Prüfen von Legierungen nach dem archimedischen Prinzip, Ventilator, Zweifarben-Druckpresse. Demidow-Preis.
- Abraham Stern: (1810), Erfinder der ersten Rechenmaschine.

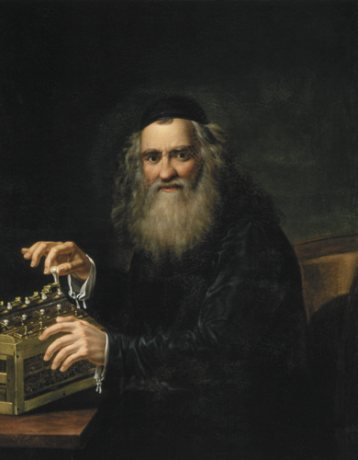
Abraham Stern

- Paul Edmund de Strzelecki: Entdecker des höchsten Berges in Australien, welchem er nach Tadeusz Kościuszko den Namen Mount Kościuszko gab. Entdecker vieler Gebiete in Australien.
- Patryk Strzelewicz: Dice+ (Elektronisches Würfelsystem)
- Ryszard Suwalski: SUW 2000 (Umspurtechnik)
- Władysław Świątecki: Pilot, Bombentechnik
- Alojzy Świętosławski: Erfinder des Ebulliometer, ein Thermometer, welcher präzisere Messungen erlaubte.
- Jan Szczepanik: Pionier der Farbfotografie, Telektroskop, drahtlose Telegraphie, kugelsichere Weste, Tonaufzeichnung und Wiedergabegerät, Scanner, Kopierer.
- Antoni Szczerbowski: Szczerbowski-Leiter[6]
- J. Stefan Szymański: Aktometer

## T
- Tadeusz Tański: Entwickler des ersten in Serie produzierten Autos, CWS T-1.
- Andrew Targowski: Pionier angewandter Informationssysteme, grundlegende Arbeiten zur Paketvermittlung
- Władysław Tryliński: Geschweißte Straßenbrücke, Sechseckpflaster (pol. Trylinka)
- Józef Tykociński-Tykociner: Miterfinder des Tonfilms.

## W

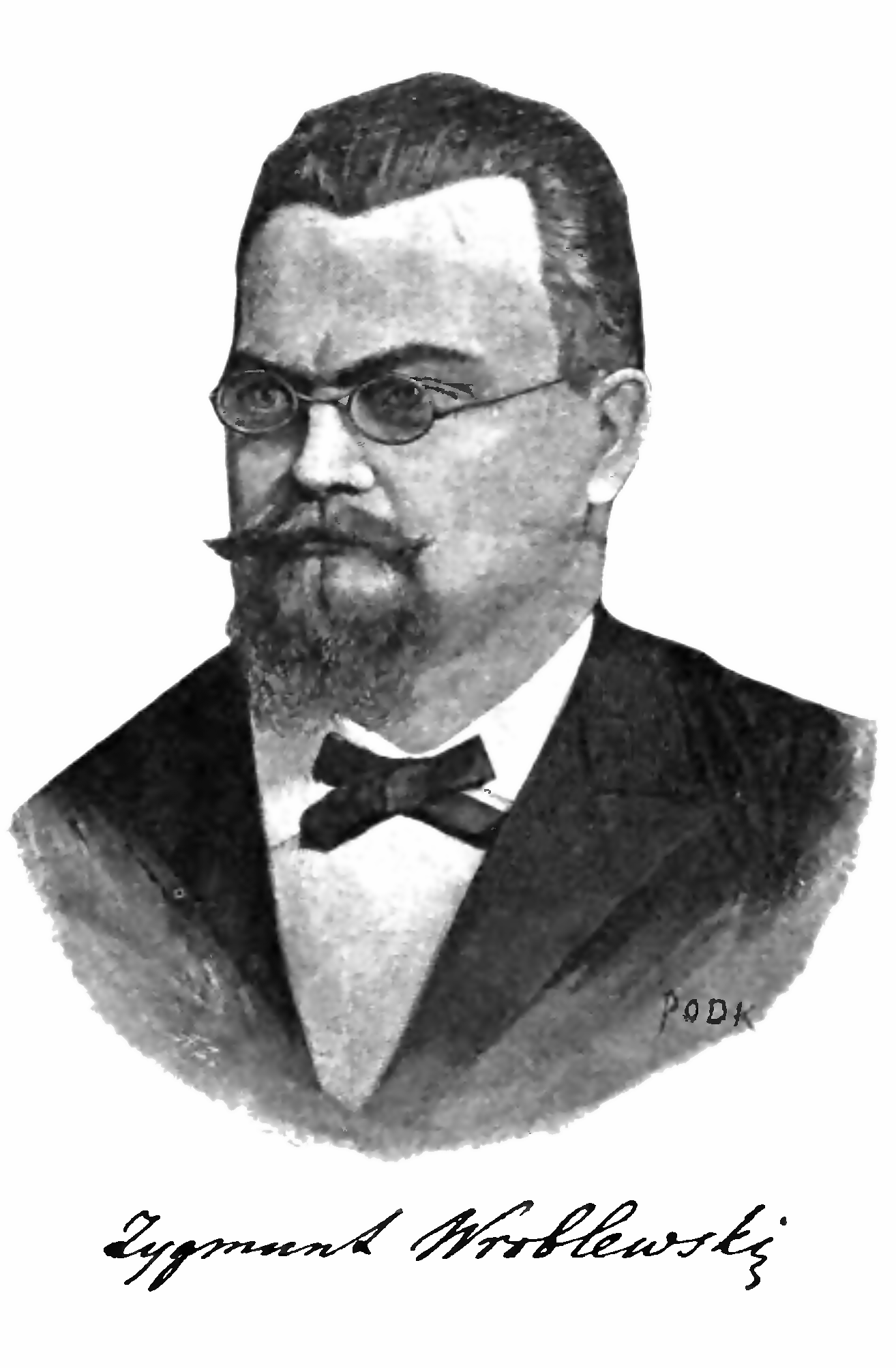
Zygmunt Wróblewski

- Filip Neriusz Walter: Entdecker von Toluol, Cumol und Biphenyl.
- Rudolf Weigl: Entwicklung eines Impfstoffes gegen Fleckfieber.
- Jędrzej Węgłowski: Schartenlafette aus Eisen
- Seweryn Wielanier: Miterfinder der Błyskawica (Maschinenpistole) sie war mit großer Wahrscheinlichkeit die einzige im besetzten Teil Europas entwickelte und in Massen hergestellte Waffe.
- Aleksander Wist: Erfinder einer Signalanlage zur Benachrichtigung bei zu wenig Luft im Autoreifen.
- Erazm Witelo: Hat den anatomischen Aufbau des Auges aufgeschrieben, der Mondkrater Vitello ist nach ihm benannt.
- Patrycja Wizińska-Socha: transportables Kardiotokografie Gerät (Pregnabit)
- Jan Wnęk: Erfinder eines Hängegleiters (in Form von Vogelflügeln).
- Jerzy Antoni Wojciechowski: katalytische Reinigung von Abgasen
- Władysław Andrzej Wolkenberg: Magnetfeldsensor
- Wacław Wolski: hydraulischer Bohrturm[7]
- Aleksander Wolszczan: Astronom, Entdecker des ersten Exoplaneten.
- Zygmunt Wróblewski: Herstellung vom flüssigen Sauerstoff und Stickstoff.

## Z

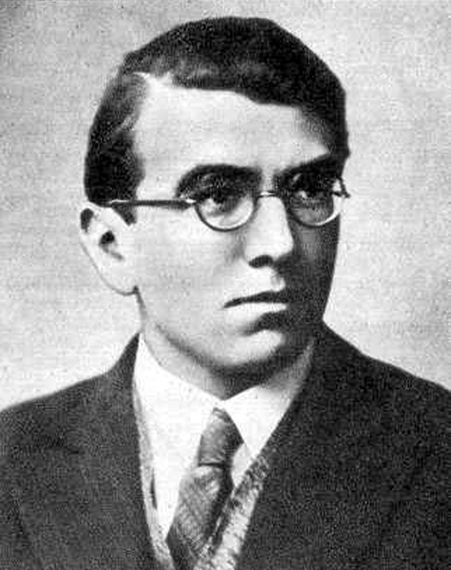
Henryk Zygalski

- Edmund Ludwik Zaliński: Erfinder der (eng. Pneumatic Dynamite Gun).
- Ludwik Lejzer Zamenhof: (Russland/Polen), Sprache Esperanto
- Felix Zandman: (Polen/Israel), Weiterentwicklung eines Verfahrens, Spannungen durch optische Beschichtungen zu messen. Gründer des Elektronikunternehmens Vishay
- Stanisław Zawadzki: Krakauer Dach
- Wacław Zawrotny: Miterfinder der Błyskawica (Maschinenpistole).
- Witold Zglenicki: Entdecker der reichen Erdölvorkommen im Kaukasus.
- Czesław Zięba: Erfinder eines Mittels zur Befestigung wasserdichter Isolierungen.[8]
- Henryk Zygalski: Kryptologe. Er legte 1932 gemeinsam mit Marian Rejewski die Grundlagen zur Kryptoanalyse der deutschen Schlüsselmaschine Enigma. Erfinder der Zygalski-Lochblätter.